# Noilhan
Noilhan település Franciaországban, Gers megyében. Lakosainak száma 391 fő (2022. január 1.). Noilhan Samatan, Bézéril, Castillon-Savès, Cazaux-Savès, Frégouville, Labastide-Savès és Lahas községekkel határos.

## Népesség
A település népességének változása:
| Lakosok száma | 304  | 326  | 283  | 293  | 363  | 378  | 375  | 378  | 383  | 391  |
|               | 1968 | 1982 | 1990 | 2006 | 2013 | 2015 | 2017 | 2019 | 2020 | 2022 |